# 숙신알데히드 탈수소효소 결핍증
숙신알데히드 탈수소효소 결핍증(Succinic semialdehyde dehydrogenase deficiency; SSADHD)은 희귀한 상염색체 열성 유전병으로 억제성 신경전달물질인 GABA를 제대로 대사하지 못하는 희귀병이다. 전 세계적으로 약 350건이 보고되어 있으며, 첫 사례는 1981년 네덜란드에서 나왔다.
GABA를 분해하는 효소의 결핍이 숙신알데히드 탈수소효소 결핍증의 원인이다. 숙신알데히드 탈수소효소는 GABA 아미노기 전이효소와 함께 GABA를 숙신산으로 바꾼다. 숙신산은 시트르산회로로 들어가 에너지를 낼 수 있다. 그러나 숙신알데히드 탈수소효소가 결핍되면 GABA 분해경로에서 최종 중간체인 숙신알데히드가 숙신산으로 산화되지 못하고 GHB로 환원되어 체내에 축적된다. GHB가 체내에 축적되면 직접 복용했을 때와 마찬가지로 신경학적 장애의 원인이 된다.

## 같이 보기
- 선천성 대사 이상